# La Bataille du silence

La Bataille du silence est un livre de Vercors publié en 1967. C'est une autobiographie essentiellement basée sur ses années de guerre et de résistance.